# Ночь живых придурков
Ночь живых придурков (нем. Die Nacht der lebenden Loser) — фильм, молодёжная комедия режиссёра Матиаса Динтера по своему же сценарию в 2004 году.

## Сюжет
Друзья и одноклассники Филип, Ливер и Конрад не пользуются ни уважением в классе, ни успехом у девушек вообще.
Однажды компания, учащаяся с ними, приобретает в интернете урну с прахом гаитянского зомби.
Чтобы доказать, что прах настоящий, готы приглашают троих друзей поучаствовать в обряде по оживлению мертвеца, в котором этот прах и будет использоваться.
Когда Филип, Ливер и Конрад приходят на кладбище, пепел из урны во время обряда случайно рассыпается и попадает на них. Возвращаясь с кладбища, они погибают в аварии. Очнувшись в местном морге, они поначалу не осознают, что с ними произошло, затем понимают, что стали живыми мертвецами.
Волшебный порошок наделил их неимоверной силой и сверхвозможностями взамен на то, что теперь они будут разлагаться и терпеть постоянную жажду свежего человеческого мяса.
Зарабатывая с помощью своих новых способностей школьный авторитет, из книги «Некрономикон» они узнают, что можно прекратить гниение и жажду плоти, употребив специальный эликсир сложного состава, одним из ингредиентов которого является кровь девственницы. Однако после его употребления исчезнут и сверхспособности.
Доведя себя в процессе нежелания расставаться с полученным до крайности, они изготовляют эликсир и принимают его. Все вновь становится по-старому.

## Актёры
- Тино Мьюз — Филипп
- Мануэль Кортез — Ливер
- Томас Шмайдер — Конрад
- Колльен Фернандес — Ребекка